# 澳門總督官邸
《澳門總督官邸》（葡文：Residência dos Governadores de Macau）是文德泉神父的作品。由新聞旅遊司於1980年代出版。該書介紹了十七世紀到二十世紀澳門兵頭、總督官邸的歷史和故事。